# فارا إن سابينا
فارا في سابينا، هي بلدية(بلدية) في مقاطعة رييتي في منطقة لاتسيو الإيطالية، وتقع على بعد حوالي 40 كيلو مترا(25 ميلا) شمال شرق روما وحوالي 25 كيلومتر (16 ميل) جنوب غرب رييتي.

## التاريخ
كانت المنطقة مأهولة بالسكان في ما قبل التاريخ ، كما يشهد على ذلك العديد من الاكتشافات الأثرية من منتصف العصر الحجري القديم و أواخر العصور البرونزية.
بين القرنين التاسع والسادس قبل الميلاد ، كانت مستوطنة سابين ، تم تحديدها مع مدينة كيورز، واستمرت في عصر الإمبراطورية الرومانية . وتشمل بقاياها الحمامات ومسرح صغير وشرفات للزراعة.
تعود أصول المدينة الحديثة إلى العصور اللومباردية (أواخر القرن السادس الميلادي) ، كما كان يُفترض من وجود الكلمة اللومباردية fara ("عشيرة العائلة") في الاسم ، تُعرف القلعة من عام 1006 ، ومن عام 1050 ، كانت Fara ملكية لدير Farfa ، الذي يقع في الإقليم البلدي الحالي. إقطاعية أورسيني.
خلال الحرب العالمية الثانية ، أطلق معسكر أسرى الحرب PG 54 كانت تقع في مدينة باسو كوريس المجاورة.
الكنيسة الرومانية الكاثوليكية الرئيسية هي كاتدرائية سانت أنطونيو مارتير.

## جغرافية
حدود البلدية مع كاستلنوفو من فارفا، مونتيليبريتي، مونتوبولي هي سابينا، نيرولا و توفيا .
تحسب قرى باتشيلي، بورغو كوينزيو، كانينو سابينو، كولتودينو، كوريس تيرا، فارفا، باسو كوريس، برايم كيس وتالوتشي.

## علاقات دولية
فارا في سابينا توأمة مع:
- Montelupo Fiorentino، Italy
- Santa Vittoria in Matenano, Italy
- Villemur-sur-Tarn, France

## روابط خارجية
- الموقع الرسمي